# Jan Křtitel Mazzucconi
Blahoslavený Jan Křtitel Mazzucconi (italsky Giovanni Mazzucconi, 1. března 1826 – 7. září 1855) byl italský katolický kněz a misionář, který zemřel mučednickou smrtí na ostrově Woodlark v Oceánii.

## Život
Narodil se v Rancio di Lecco v Milánské diecézi 1. března 1826. První vzdělání získal v rodině a později na místní základní škole. Střední vzdělání získal v Parabiago v koleji Cavalleri, poté vstoupil do kněžského semináře. V semináři dokončil středoškolská studia a v semináři v Monze pak absolvoval dvouletý kurz filosofie. Teologická studia vykonal v diecézním semináři v Miláně.
Kněžské svěcení přijal 25. května 1850 a několik dní na to se svolením biskupa zažádal o přijetí do nově založené Milánské misionářské kongregace. Stal se jedním ze spoluzakladatelů instituce nazvané Papežský ústav pro zahraniční misie v Miláně. Vydatně přispěl k vytvoření stanov tohoto institutu.

## Misie
Odplul hned jak to bylo možné s první misionářskou skupinou do Oceánie. Od francouzských otců Maristů obdrželi celou Melanésii a Mikronésii. Prvních šest misionářů začalo působit na ostrovech Woodlark a Rook, na každém ostrově po třech. Mazzucconi se usídlil podle přání představených na ostrově Rook a zůstal tam přes dva roky.
Studoval místní dialekt, zvyklosti domorodců a celé nové prostředí, kde působil. Těžce onemocněl malárií a jeho představený, P. Reina, jej poslal do Sydney, aby se zotavil. Mazzuconiho stav se tam rapidně zlepšil a misionář se chtěl co nejdříve do misií vrátit.
Nevrátil se na ostrov Rook, ale chtěl přesídlit na ostrov Woodlark. Netušil, že spolubratry tam již nenajde. Ti totiž, jakmile přestali dávat domorodcům dárky, stali se terčem jejich nenávisti a pronásledování. Spolubratři se za ním vydali do Sydney (cestou je zdržela bouře), kde však zjistili, že před několika dny odplul.
U ostrova Woodlark loď s P. Mazzucconim uvízla na korálovém útesu, domorodci ji přepadli a povraždili celou posádku. Přesný den smrti misionáře není znám, ale pravděpodobně k ní došlo někdy v první půli září 1855.
Až 4. května 1856 kolega P. Mazzucconiho, P. Timoleon Raimondi, přistál na Woodlarku, aby svého spolubratra hledal. Našel tam ještě vrak jeho lodi, vyslýchal domorodce (je s podivem, že mu nic neudělali) a od nich se o celé tragédii dozvěděl. Vrátil se do Sydney a 14. června 1856 sestavil zprávu o smrti P. Mazzucconiho.

## Beatifikace
Papež sv. Jan Pavel II. uznal mučednictví P. Jana Křtitele Mazzucconiho dne 13. ledna 1983 a 19. února téhož roku jej zapsal mezi blahoslavené.